# Hassan Bousetta
Hassan Bousetta (ur. 13 lipca 1970 w Hasselt) – belgijski i waloński polityk, politolog, nauczyciel akademicki oraz samorządowiec marokańskiego pochodzenia, działacz Partii Socjalistycznej, senator.

## Życiorys
Studiował nauki polityczne, stosunki międzynarodowe i administrację publiczną. Kształcił się na Université Libre de Bruxelles i na Uniwersytecie w Liège. Doktoryzował się w zakresie politologii i socjologii na Katholieke Universiteit Brussel. Pracował jako naukowiec w ramach funduszu FNRS, został też wykładowcą na Uniwersytecie w Liège. Autor publikacji naukowych poświęconych m.in. problematyce migracji.
Członek walońskiej Partii Socjalistycznej. W latach 2006–2018 był radnym miejskim w Liège. Od 2010 do 2014 zasiadał w federalnym Senacie.